# Блок «ФАКТ»
Блок «ФАКТ» (Блок «Фаланга антикоммунистического тарана») — российская ультраправая антикоммунистическая группировка радикальной оппозиции, нелегально действующая в Санкт-Петербурге с осени 2010 года. Активно поддержала украинский Евромайдан. Совершила ряд нападений, поджогов и актов вандализма. Является организацией российского протестного движения, но практикует криминальные насильственные методы.

## Нападения и акты вандализма
Первая акция «Блок ФАКТ» была совершена 11 ноября 2010 года. Неустановленные лица избили на улице петербургского историка-сталиниста Игоря Пыхалова. Первоначально основное подозрение пало на кавказских экстремистов, однако месяц спустя группировка публично взяла на себя ответственность: от имени «Блок ФАКТ» в интернете было размещено видео. Нападение на Пыхалова названо «не национальным, а философским и политическим», за его сталинистские взгляды. Событие вызвало широкий резонанс и возмущение, было возбуждено уголовное дело.
9 сентября 2011 года был устроен поджог агитационного автомобиля горкома КПРФ. Ответственность вновь взял на себя «Блок ФАКТ». Было опубликовано заявление группировки с угрозой продолжения хулиганских нападений на коммунистические объекты.

Пока коммунисты воюют одними символами — ответные акции будут такими же символическими… Но если коммунисты пойдут путём своих режимов Сирии, Ливии, Бахрейна (sic!), Китая и Северной Кореи — контрмеры будут адекватными.

Заявление группы Блок «ФАКТ»

Автотранспорт горкома КПРФ был вторично подожжён 9 февраля 2012 года. Горком обратился в правоохранительные органы, но подача заявления не дала результатов.
3 августа 2012 года членом «Блок ФАКТ» был избит до потери сознания член ЦК РКРП-КПСС, секретарь ленинградского обкома РКРП Алексей Русаков. Заявление в полицию осталось без последствий. 7 ноября 2012 года «блокфактовцы» устроили драку на митинге КПРФ у крейсера «Аврора». 22 апреля 2013 года произошло нападение на участника митинга КПРФ у Финляндского вокзала по случаю 143 годовщины со дня рождения В. И. Ленина. Отмечались также разрозненные эпизоды нападений на членов коммунистических организаций.
4 октября 2013 года, после траурного митинга памяти октябрьских событий 1993 года, был избит один из организаторов мероприятия, лидер РКРП-РПК и РОТ-Фронта, бывший депутат Государственной Думы Виктор Тюлькин. «Блок ФАКТ» подозревается в избиении барда Александра Харчикова 6 октября 2013 года.
Особенный резонанс получило нападение на мирового судью Алексея Кузнецова 8 апреля 2013 года. Впервые «Блок ФАКТ» взял на себя ответственность за нападение не на представителя коммунистической оппозиции, а на государственного функционера. Возбуждённое уголовное дело до сих пор не дало результатов.

Вершителя правосудия, не за страх, а за совесть преданного режиму, отдубасили прямо возле печально знаменитого 203-го судебного участка. Отправлять на нары участников мирных акций — это, оказывается, не совсем безопасно. Символический плевок во власть вышел на редкость смачным. Такое стоит десятка запрещённых и сотни разрешённых митингов.

Группировке Блок «ФАКТ» приписываются также многочисленные акты вандализма — осквернение мемориальных знаков советской эпохи. Первой такой акцией было осквернение мемориальной доски Г. В. Романова. За этим последовали осквернение мемориальной доски и памятника В. И. Ленину, уничтожение доски В. Д. Трефолеву, похищение доски М. С. Урицкому.

Прежде ответственность за разного рода эпизоды в Санкт-Петербурге брала на себя «ультраправая группа Блок ФАКТ». Так было в ноябре 2010 года после избиения сталиниста Игоря Пыхалова… Потом, в сентябре 2011 года, та же группа расписалась в поджоге агитационного автомобиля КПРФ… Периодически случаются странные эпизоды — парни без опознавательных знаков нападают на парней в красных шарфах.

Появлялись также сообщения об избиениях членами «Блок ФАКТ» петербургских наркодилеров. Такие действия характерны для ультраправых группировок в различных странах мира.

## Идеология, происхождение и место в политическом спектре
Идеология «Блок ФАКТ» основана на антикоммунизме и антисоветизме. Объектами нападений являются прежде всего коммунисты и символы советской эпохи.

Символика коммунизма не приветствуется на улицах российских городов. Это лишнее. Как и сами коммунисты

Нападение на судью Кузнецова, известного жёсткими приговорами в отношении участников протестных акций, позволило причислить «Блок ФАКТ» к антипутинской оппозиции.

Эта акция может свидетельствовать о том, что произошло расширение сферы деятельности: раньше это была организация, которая боролась против коммунистов, сталинистов, выступала против памятных досок разнообразных советских палачей. Теперь «Блок-Факт» стал оппозиционной группой.

Максим Брусиловский, член Экспертного совета оппозиции

Аналитики рассматривают действия «Блок ФАКТ» как эксперимент дестабилизационной стратегии, направленной против коммунистических партий и государственных структур.

«Блок ФАКТ» — кардинальная новация в российском политическом насилии… «В 90-е шанс окончательно добить преступную коммунистическую систему был упущен. В нулевые включился механизм ресоветизации, — рассуждает в ЖЖ московский политэксперт. — В десятые пошла ответная реакция»… Антикоммунистический тренд состыковался с оппозиционным.

Эксперты, исследовавшие происхождение «Блок ФАКТ»[кто?], утверждают, будто изначально организация была создана на Украине группой ультранационалистов и ветеранов бандеровского движения. Впоследствии она перебралась в Петербург. Украинский национализм отошёл на второй план, сменившись антикоммунизмом и «белоленточной оппозиционностью». Среди боевиков, наряду с украинцами, появились русские, кавказцы и евреи. Не исключается, что сначала группировка действовала против левой оппозиции с санкции правоохранительных органов (косвенно на это указывает крайне пассивное отношение полиции к заявлениям потерпевших), однако

Нападение на Кузнецова позволяет предположить, что организация либо отвязалась от государственных кураторов, либо — что скорее — изначально действовала самостоятельно и решила открыто бросить вызов системе

Другие комментаторы видят в «Блок ФАКТ» признаки «построения фалангистской милиции» (ультраправые ополчения) и ремейк политической культуры «лихих девяностых». При таком подходе антикоммунизм рассматривается как часть общей антигосударственной идеологии. Синтез неофашизма с анархо-синдикализмом основан на криминально-экстремистской ненависти к чиновникам как представителям государства.

Чиновник хорошо работает в одном случае — когда его жизни, здоровью или имуществу угрожает нечто не зависящее от него… Неизвестный избил судью Кузнецова… С хулиганством, впрочем, не получилось — ответственность за избиение на себя взяла питерская группировка под названием «Блок ФАКТ»… Организация, очевидно, подросла, утвердилась в идеях синдикализма и решила дать бой неправедным чиновникам… Блок приписывали то к кавказцам, то к бандеровцам… Всем реально протестным движениям, если такие появятся на территории РФ, видимо, суждено ассоциироваться с кавказскими боевиками или украинскими патриотами-сепаратистами…

Политические эксперты[кто?] прогнозируют развитие ультраправого экстремизма в России по мере нарастания экономических трудностей и социального протеста. Антикоммунистическая группировка рассматривается в этом контексте

Потенциально «Блок ФАКТ» — предвестие и связующее звено структур новой оппозиции… Ополченцев во всевозможные «блоки» и «факты» хватит с избытком… Провинциальные депрессивные регионы создают наиболее подходящую среду… Ещё поднажать на бизнес, коммерциализировать социалку — и власти получат то, чего ищут. Против государства возникнет такой союз труда и капитала, что мордобоем уже не обойдётся.

## Украинский Евромайдан и «Движение СОРМ»
Украинские события 2014 года изменили приоритеты группировки.
29 июля 2015 года появилась информация об объединении «Блока ФАКТ», «Свободного Донбасса» и ряда российских, украинских и белорусских радикальных активистов в «Славянское объединение Русский Майдан» — «Движение СОРМ». Ранее, в феврале 2015 года от имени «СОРМа» была распространена листовка «Грядёт Русский Майдан». В тексте перечислялись ранее произошедшие криминальные действия, которые приписывают «Блоку ФАКТ» и «Свободному Донбассу». Существование организаций листовка поставила под сомнение («А может, даже и нет никаких организаций? Но есть неравнодушные петербуржцы…»), но содержала призыв к продолжению и ужесточению этой тактики, восхваляла украинский Майдан. Идеологию СОРМ аналитики рассматривают как «смесь из солидаризма, антисоветского и антипутинского популизма и концепции „чем хуже — тем лучше“».

В Северной столице появилось более, менее развёрнутое изложение позиции боевого крыла «русских майдановцев»… Суть листовки проста. Украина совершила народно-освободительную революцию, режим Путина в страхе за себя мстит украинцам за изгнание Януковича, чиновники и олигархи грабят народ, разрушают экономику, «жируют на общей беде». Проскальзывает националистический мотив: «Настоящие национал-предатели продают Россию в Китай»…

Эксклюзив «СОРМа» в другом. Первое: прославление «Правого сектора» как боевой организации, призыв создать его российский аналог. Второе: однозначное одобрение насильственных акций (перечислены петербургские эпизоды) и призыв поставить их на системную основу. Кое-что лучше даже не цитировать… Отметим, что «Правый сектор» в РФ запрещён, позитивное упоминание о нём уголовно наказуемо…

Это не та оппозиция, которая известна в петербургской и российской политике… Обращение явно идёт не к «креативному классу», не к «состоявшимся людям», а к социальным низам, вплоть до озлобленных люмпенов. По всей видимости, как раз такие граждане и совершают то, что описывает и к чему призывает листовка. Вероятно, при участии специфической интеллигенции… В политику включаются новые силы, которым в нормальных обстоятельствах нечего бывает в ней делать.

По данным Информационно-аналитического центра «Сова», в 2014—2016 годах активисты «Движение СОРМ» совершили ряд насильственных акций:
- поджог загородного дома Анатолия Артюха — помощника депутата Виталия Милонова, координатора «Народного собора» и «Движения „Новороссия“ Игоря Стрелкова»,
- поджог входа в петербургскую редакцию «Комсомольской правды»,
- нападение на редакцию газеты «Общество и экология» и её редактора,
- поджог входа в бизнес-центр, где расположен пропагандистский Интернет-центр («фабрика троллей») Евгения Пригожина,
- нападение на предвыборный агитационный пикет «Единой России»,
- поджог входа в муниципальное представительство «Единой России».

9 декабря 2015 года в городе Новогродовка на Донбассе прошла международная встреча радикальных национал-солидаристов. Участвовали российское «Движение СОРМ», украинский «Добровольческий Рух ОУН», созданный на базе добровольческого батальона ОУН, приглашение к сотрудничеству направлено «Правому сектору» и нескольким организациям белорусской и таджикской оппозиции. По результатам совещания принята «Донбасская декларация». Борьбу с «режимами номенклатурной олигархии и клептократии» предлагается вести силовыми методами.
19 сентября 2016 года Радио «Свобода» опубликовало статью о «Движении СОРМ», предоставив слово анонимному представителю группировки — «бригадиру Роману». Он изложил основные установки «Движения СОРМ»: «Имперство является антинациональной идеей. Это сила, враждебная русской нации, и вполне естественно, что подлинные русские патриоты ведут борьбу с режимом… Законов в РФ нет, соблюдать нечего. Режим отменил законность. И не может претендовать на соблюдение своих антиконституционных нормативов».
В статье вновь перечислялись акции «Блок ФАКТ» и «Движения СОРМ», анализировались перспективы такого рода оппозиции и проводились исторические параллели с «пугачёвщиной» и эсерами времён революции 1905 года. В то же время сам «бригадир Роман» оценивал действия «Движения СОРМ» и другие «погромы и хулиганства» как в основном символические, «интеллигентные, осторожные и аккуратные»: «Волна только-только начинает подниматься».
Публикация Радио «Свобода» вызвала дискуссию в кругах оппозиции.

Ну как по заказу. Вот прям почти дословно. По всем моим тезисам. Власть будет принадлежать тем, кто сможет её захватить.

ЗЫ: Я не даю оценок. Я лишь говорю, что здесь будет пугачевщина, а затем власть достанется тому, кто сможет её взять и удержать. Может, это будет Д СОРМ. Может, Рамзан Кадыров. Может, Стрелков-Мильчаков-Лимонов-Милонов.

Я не знаю.

Аркадий Бабченко

Есть и те, кто считает, что пришло время перейти к насильственному сопротивлению. Даже с чисто прагматической точки зрения — это тоже тупиковая стратегия. Во-первых, сейчас не начало 20 века, когда «царские сатрапы» ездили по городам в деревянных каретах на расстоянии вытянутой руки от прогуливающихся поблизости революционеров-бомбистов. А во-вторых, даже в случае успеха такие акции ничего не дадут. Власти все свалят на происки внешних врагов и используют это для увеличения градуса урапатриотической истерии в стране.

Игорь Эйдман.

## Информирование о группировке
Хотя «Блок ФАКТ» выступает как политическая организация, деятельность группировки носит однозначно противозаконный характер и осуществляется нелегально. Информирование производится анонимными телефонными звонками. Ранее информация об акциях первоначально появлялась в блоге члена Экспертного совета оппозиции Максима Брусиловского, который, по его словам, получал её из анонимных источников. В дальнейшем после акций стали делаться звонки в редакции. Видео с заявлением об избиении Игоря Пыхалова было загружено с неизвестного адреса.
С ноября 2014 года первичные сообщения об акциях «Блок ФАКТа», «Свободного Донбасса» и «Движения СОРМ» публикует Олег Гуцуляк. Ранее Гуцуляк был награждён грамотой генерального консульства РФ и получал благодарственное письмо Комитета Госдумы РФ по делам СНГ".